# Ritratto di Émile Bernard
Il Ritratto di Émile Bernard è un dipinto a olio su tela (54,5X43,5 cm) realizzato nel 1886 dal pittore francese Henri de Toulouse-Lautrec. È conservato nella Tate Gallery di Londra.
Era consuetudine tra gli allievi dello stesso studio ritrarsi reciprocamente per esercitazione. Infatti oltre all'amico pittore Bernard, in quel periodo Lautrec ritrasse Gauzi, Van Gogh, Anquetin e Rachou.
Lautrec raffigura Bernard più come un giovane borghese che come un artista d'avanguardia che "avrebbe voluto dipingere con la tavolozza degli impressionisti e disegnare come i maestri del Louvre".
Bernard, descrivendo il ritratto scriveva che Lautrec impiegò venti sedute perché non riusciva ad accordare la sua figura con lo sfondo. La base del volto è dipinta con un tocco leggero a cui sono state aggiunte delle pennellate profonde grigio-blu. Lo sfondo, al contrario, è dipinto con ampie pennellate.
Il quadro regalato a Bernard, venne acquisito dal mercante Ambroise Vollard che lo vendette alla collezione Arthur Jeffres di Londra, che a sua volta lo lasciò nel 1961 in legato alla Tate Gallery.